# アルシング
アルシング（アイスランド語: Alþingi, 古ノルド語: Alþing, 英語: Althing）は、アイスランドの立法府である。

## 概要
アルシングとは「全島集会」「全国会議」を意味する。一院制で議員定数は63、議員の任期は4年。比例代表制により選出される。
930年頃に創設された世界最古の近代議会といわれ、以後ノルウェーやデンマークによる植民地支配などで一時の中断を経て、そのまま現在に至っている。
北欧全体でもアルシングに由来する「シング」あるいは「ティング」（thing）と呼ばれる議会が創設されている。現代の自治と同義だが、それらはヴァイキング活動によって植民されたところでも行われた。現在スウェーデン領となっているゴットランドでも、中世にアルシングが行われている。イギリスのマン島で行われている自治もノルマン人が持ち込んだシングであると言われている。

## 歴史
アイスランドはノルウェー西部を主とするヴァイキングによって入植が進み、ブリテン諸島で略奪を行った際に捕らえたアイルランド人やスコットランド人も奴隷として海を渡った。彼らは農家、奉公人、奴隷からなる農場世帯（1世帯10 - 30人ほど）を基本単位とした社会を構成しており、それぞれの定住地域で「シング（地域集会）」と呼ばれるものが存在した。しかし全島共通の法律や規則というものはなく、それぞれの出身国の法律が各々の定住地域で用いられていた。930年頃には、全土の1%ほどしかない牧場適地はすべて入植され、全島共通の意見調整の役割が求められるようになった。こうして、裁判および立法機能を持つ全島集会が組織され、その下に4つの地区集会、さらに下に計13の地域集会からなる集会機構が構築された。この集会機構は、議長役を含めて39人（後に48人）のゴジと呼ばれる指導者が率いる形で運営されていたが、各農場世帯が高く自立した体制であった。
毎年6月下旬から、レイキャヴィークの近くのシンクヴェトリルという丘で「アルシング」が2週間にわたって開催された。初期は立法と司法の機能を有し、行政は各定住地域の自治に任されていた。アルシング開催中は全島から集まった人々が平野にテントをはり、宴会、スポーツや詩の朗誦などの娯楽や、商売などの交流も行われた。
1000年には、古い信仰を守る人々とキリスト教への改宗を主張する人々がアルシングの場で激しく論争するさなかに、会場近くの火口および近くのヘトリスヘイジにおいて同時に噴火活動が始まり、これをきっかけに話し合いがまとまって、キリスト教を国教とすることを決定している。
1262年、ノルウェーによる植民地化によりアルシングは事実上機能を停止した。その後1380年に支配権がデンマークに移り長い支配が続き、アルシングも形式上存続していたが、独立派を牽制することもあって1800年には禁止された。19世紀になると独立志向がさらに強くなり、アルシングは1847年に復活する。
第一次世界大戦によってヨーロッパに戦火が渦巻いたことで完全自治を回復し、アルシングは議会政府として機能するようになる。第二次世界大戦でデンマークがナチス・ドイツに占領されたことで、アイスランドは1944年に独立を宣言し現在に至る。1991年には二院制から完全な一院制に移行した。

## 法律の岩
「法律の岩」（Lögberg ログベルグ）は、アルシングが開催されていたとされる岩もしくは丘。この周辺に集いこの岩の上でアルシングの開会宣言や議会演説などが行われていた。

## 近年の選挙結果
| 政党 | 政党         | 2003 | 2007 | 2009 | 2013 | 2016 | 2017 | 2021 | 2024 |
| ---- | ------------ | ---- | ---- | ---- | ---- | ---- | ---- | ---- | ---- |
|      | 独立党       | 22   | 25   | 16   | 19   | 21   | 16   | 16   | 14   |
|      | 進歩党       | 12   | 7    | 9    | 19   | 8    | 8    | 13   | 5    |
|      | 左翼環境運動 | 5    | 9    | 14   | 7    | 10   | 11   | 8    | 0    |
|      | 社会民主同盟 | 20   | 18   | 20   | 9    | 3    | 7    | 6    | 15   |
|      | 人民党       | -    | -    | -    | -    | 0    | 4    | 6    | 10   |
|      | 海賊党       | -    | -    | -    | 3    | 10   | 6    | 6    | 0    |
|      | 改革党       | -    | -    | -    | -    | 7    | 4    | 5    | 11   |
|      | 中央党       | -    | -    | -    | -    | -    | 7    | 3    | 8    |
|      | 明るい未来   | -    | -    | -    | 6    | 4    | 0    | 0    | 0    |
|      | 市民運動     | -    | -    | 4    | -    | -    | -    | -    | -    |
|      | 自由党       | 4    | 4    | 0    | 0    | -    | -    | -    | -    |
|      |              | 63   | 63   | 63   | 63   | 63   | 63   | 63   | 63   |